# Geotermikus gradiens
A geotermikus gradiens a felszín alatti hőmérsékletnövekedés mérőszámaként használt mutató, az egységnyi mélységváltozásra jutó hőmérsékletváltozást fejezi ki. 
Értéke földi átlagban 3 K /100 m.
A magyarországi átlagos geotermikus gradiens 5-7 K /100 m között mozog.

## Meghatározás
A mélység felé haladva változik, nő a hőmérséklet. A hőmérséklet-növekedés, a geotermikus gradiens földi átlagértéke 100 méterenként 3 K. Földünk ma is változó, aktív területein a geotermikus gradiens jóval gyorsabban nő, a Föld idős vidékein viszont sokkal lassabban.
A Nápoly melletti vulkán, a Vezúv környékén ez az érték kb. 14 K/100 m. Az átlagosnál gyorsabban növekszik a hőmérséklet pl. Budapesten, a budai hévforrások vonalában is (6-8 K/100 m). 
Amit a Föld felszínétől számítva hőmérséklet-növekedésnek értelmezünk, valójában pontosan fordított folyamat: a Föld belsejéből érkező hő fokozatos csökkenése bolygónk felszíne felé közeledve. Jelenlegi ismeretek szerint a belső hő egy nagyon korai, mintegy 4,5 milliárd éve bekövetkező kozmikus ütközés mozgási energiájának maradványa, ami megolvasztotta a fiatal Földet, majd e belső hőmérsékletet radioaktív anyagok bomlása tartja fenn.

## Magyarország geotermikus adottságai
Magyarországon a geotermikus gradiens értéke átlagosan 5 K/100 m, ami mintegy másfélszerese a világátlagnak. Ennek oka az, hogy a Magyarországot magában foglaló Pannon-medencében a földkéreg vékonyabb a világátlagnál. Mindössze 24–26 km vastag, vagyis mintegy 10 km-rel vékonyabb a szomszéd területekhez képest. Így a forró magma a felszínhez közelebb van, és jó hőszigetelő üledékek (agyagok, homokok) töltik ki a medencét. A magas geotermikus gradiens a pliocén során kialakuló köpenydiapír hatására alakult ki, mivel a feltörekvő köpenyanyag a kéreg nagy részét visszaolvasztotta.
A mért hőáramértékek is nagyok (38 mérés átlaga 90,4 mW/m², miközben az európai kontinens területén 60 mW/m² az átlagérték). A felszínen kb. 10 °C a középhőmérséklet, az említett geotermikus gradiens mellett 1 km mélységben 60 °C, 2 km mélységben 110 °C a kőzetek hőmérséklete és az azokban elhelyezkedő vízé is. A geotermikus gradiens a Dél-Dunántúlon és az Alföldön nagyobb, mint az országos átlag, a Kisalföldön és a hegyvidéki területeken pedig kisebb annál. Az ismert, jó vízvezető képződmények legnagyobb mélysége eléri a 2,5 km-t. Itt a hőmérséklet már 130-150 °C.
A hévízkutakban felfelé haladó víz azonban lehűl, ezért a felszínen a vízhőmérséklet ritkán haladja meg a 100 °C-t. Gőzelőfordulásokat csak néhány, kellően még meg nem kutatott, nagy mélységű feltárásból ismerünk. Magas hőmérsékletű, gőz alakban jelentkező geotermikus előfordulások szempontjából Magyarország nincs olyan kedvező helyzetben, mint az aktív vulkánossággal jellemezhető országok (pl. Izland, Olaszország, Oroszország (Kamcsatka) stb.).
Magyarországon a 30 °C-nál melegebb kifolyóvizű kutakat és forrásokat tekintjük hévízkutaknak, illetve hévforrásoknak (termálvizeknek). Ilyen hőmérsékletű víz az ország területének 70%-án feltárható az ismert képződményekből.

## Külső hivatkozások
- Termálvizek